# Аббасабад (Фараган)
Аббасабад (перс. عباس اباد) — село в Ірані, у дегестані Фармагін, у Центральному бахші, шагрестані Фараган остану Марказі. За даними перепису 2006 року, його населення становило 280 осіб, що проживали у складі 62 сімей.

## Клімат
Середня річна температура становить 11,66 °C, середня максимальна – 31,96 °C, а середня мінімальна – -12,72 °C. Середня річна кількість опадів – 263 мм.
| Клімат поселення                              | Клімат поселення | Клімат поселення | Клімат поселення | Клімат поселення | Клімат поселення | Клімат поселення | Клімат поселення | Клімат поселення | Клімат поселення | Клімат поселення | Клімат поселення | Клімат поселення | Клімат поселення |
| Показник                                      | Січ.             | Лют.             | Бер.             | Квіт.            | Трав.            | Черв.            | Лип.             | Серп.            | Вер.             | Жовт.            | Лист.            | Груд.            |                  |
| Середній максимум, °C                         | 6,44             | 9,11             | 14,58            | 19,87            | 24,60            | 31,04            | 31,96            | 30,97            | 26,42            | 20,46            | 13,39            | 7,48             |                  |
| Середня температура, °C                       | −3,14            | −0,48            | 4,99             | 10,29            | 15,02            | 21,46            | 25,48            | 24,50            | 19,94            | 13,98            | 6,92             | 1,00             |                  |
| Середній мінімум, °C                          | −12,72           | −10,05           | −4,59            | 0,72             | 5,45             | 11,87            | 19,00            | 18,00            | 13,46            | 7,49             | 0,42             | −5,47            |                  |
| Норма опадів, мм                              | 37               | 35               | 47               | 37               | 32               | 5                | 1                | 1                | 0                | 9                | 23               | 36               |                  |
| Середньомісячна швидкість вітру, м/с          | 1.65             | 1.96             | 2.85             | 3.20             | 2.76             | 2.49             | 2.52             | 2.42             | 2.28             | 2.16             | 1.85             | 1.29             |                  |
| Середньомісячна сонячна радіація, кДж/м²·день | 8981             | 12190            | 14685            | 18085            | 22120            | 26830            | 25981            | 23917            | 20748            | 15272            | 10826            | 8856             |                  |
| --------------------------------------------- | ---------------- | ---------------- | ---------------- | ---------------- | ---------------- | ---------------- | ---------------- | ---------------- | ---------------- | ---------------- | ---------------- | ---------------- | ---------------- |
| Джерело:                                      |                  |                  |                  |                  |                  |                  |                  |                  |                  |                  |                  |                  |                  |